# Dasypogon obliquifolius
Dasypogon obliquifolius är en enhjärtbladig växtart som beskrevs av Johann Georg Christian Lehmann och Christian Gottfried Daniel Nees von Esenbeck. Dasypogon obliquifolius ingår i släktet Dasypogon och familjen Dasypogonaceae. Inga underarter finns listade.